# БелАЗ-540А

БелАЗ-540А — советский большегрузный самосвал для перевозки грунта, вскрышных пород и руды на стройках и карьерных разработках.Было произведено 35160 автомобилей

## История
Работа над новым большегрузным самосвалом, призванным заменить устаревший МАЗ-525, началась в только что созданном КБ Белорусского автомобильного завода в Жодине в конце 1950-х годов. В это время в мировой практике начали появляться карьерные самосвалы особой компоновки, отличавшиеся от классических самосвалов наличием одноместной кабины, сдвинутой влево, большим моторным отсеком в правой части и более рациональным кузовом ковшового типа. Всё это позволяло значительно повысить грузоподъёмность таких машин, увеличить их производительность, манёвренность, а также создавать целый ряд самосвалов перспективной грузоподъёмностью 75 тонн и выше. Оригинальный и запоминающийся дизайн будущего автомобиля был разработан художником-конструктором Валентином Сергеевичем Кобылинским.
Первый опытный образец (имевший четыре головные фары) был построен на заводе в 1961 году. Его можно увидеть в известной советской кинокомедии «Королева бензоколонки» (1962). Успешно пройдя испытания, новый БелАЗ-540 был рекомендован к производству, которое началось в 1965 году. В 1967 году начался выпуск более совершенной модификации БелАЗ-540А.
Эти автомобили были очень востребованы по всему СССР, а также отправлялись на экспорт. Производство модели 540А продолжалось почти два десятилетия, пока в 1985 году она не была заменена на более совершенную 30-тонную модель БелАЗ-7522.
БелАЗ-540А является экспонатом Музейного комплекса УГМК (г. Верхняя Пышма).

## Описание
Самосвал эксплуатируется на специально построенных дорогах. Это был грузовой автомобиль с гидропневматической подвеской колёс, объединёнными гидросистемами усилителя руля (ГУР) и подъёмника кузова, установлены винтовой рулевой механизм, гидромеханическая трансмиссия, пневмогидравлическая подвеска заднего и переднего мостов. В кузов загружалось до 15 кубометров груза.

#### Рабочие технические характеристики
- радиус поворота (по колее внешнего переднего колеса) – 8,5 м.
- угол опрокидывания кузова – 55°
- время опрокидывания гружёного кузова – 25 сек.
- запас топлива – 400 л.
- число мест в кабине – 1

Это первый советский автомобиль, удостоенный Государственного знака качества.